# Onkomiš
Onkomiš (Harvardski miš) je tip laboratorijskog miša koji je bio genetički modifikovan koristeći modifilacije koje su dizajnirali Filip Leder i Timoti A Stjuart sa Harvardskog univerziteta. Ovaj miš nosi specifični gen koji se naziva aktivirani onkogen ( je pod kontrolom promotera mišjeg mlečnog tumornog virusa). Aktivirani onkogen u znatnoj meri povećava podložnost miša da razvije kancer, te je ovaj miš podesan za istraživanje kancera. Prava na ovaj izum (OncoMouse) poseduje kompanija DuPont.

## Literatura
- Sharples, Andrew (april 2003). „The EPO and the Oncomouse: good news for whales, giraffes and patent examiners”. Chartered Institute of Patent Attorneys Journal.